# 臺南市曾文社區大學
曾文社區大學，是一所坐落於臺灣臺南市的社區大學，乃臺南縣政府委託真理大學臺南麻豆校區承辦。以倡導終身學習，提昇民眾人文素養，豐富生命內涵，培養社區發展人才及現代化公民，用愛深耕南瀛為宗旨，招生對象為年滿十八歲以上之民眾，以設籍臺南縣或在該縣公私立機構服務之民眾為優先。

## 外部連結
- （中文）曾文社區大學 （页面存档备份，存于）